# Very Emergency
Very Emergency è il terzo album della band statunitense The Promise Ring, pubblicato con etichetta Jade Tree Records il 28 settembre 1999. Prosegue l'esplorazione delle sonorità pop da parte della band, che già nei precedenti lavori si era distaccata dall'emo degli esordi, tanto nelle sonorità quanto nei testi.
La critica ha dimostrato di non aver apprezzato eccessivamente questo progressivo cambiamento: AllMusic, valutando l'album 3/5, afferma che "i tre quarti dell'album consistono in canzonette pop di scarsa qualità"; tuttavia l'album "rimane impresso", grazie alle melodie piene di vitalità e ai ritornelli catchy.

## Tracce
1. Happiness Is All the Rage – 2:55
2. Emergency! Emergency! – 2:56
3. The Deep South – 3:42
4. Happy Hour – 3:05
5. Things Just Getting Good – 4:45
6. Living Around – 4:05
7. Jersey Shore – 2:39
8. Skips a Beat (Over You) – 2:01
9. Arms and Danger – 3:23
10. All of My Everythings – 5:35

## Formazione

### Band
- Davey von Bohlen - voce e chitarra
- Jason Gnewikow - chitarra, design
- Scott Schoenbeck - basso
- Dan Didier - batteria

### Personale aggiuntivo
- Ryan Weber - pianoforte
- J. Robbins - produttore
- Alan Douches - mastering
- Andy Mueller - Fotografia